# Black Balloon
Black Balloon is een nummer van de Amerikaanse band Goo Goo Dolls uit 1999. Het is de vierde single van hun zesde studioalbum Dizzy Up the Girl uit 1998.
Black Balloon werd vooral in Noord-Amerika een hit. De plaat behaalde de 16e positie in de Amerikaanse Billboard Hot 100. In Nederland was het nummer niet zo succesvol als hun eerdere single Iris, het bleef steken op een 24e positie in de Tipparade.